# Espacio secuencial
En análisis funcional y en otras áreas relacionadas de las matemáticas, un espacio de secuencial (también espacio de sucesiones o espacio de secuencias) es un espacio vectorial cuyos elementos son sucesiones infinitas de números reales o de números complejos. De manera equivalente, es un espacio funcional cuyos elementos son funciones que establecen correspondencias entre los números naturales y el cuerpo K de los números reales o complejos. El conjunto de todas estas funciones se identifica naturalmente con el conjunto de todas las sucesiones posibles con elementos en K, y puede convertirse en un espacio vectorial bajo las operaciones adición puntual y multiplicación escalar puntual de funciones. Todos los espacios secuenciales son subespacios lineales de este espacio. Los espacios secuenciales suelen estar equipados con una norma, o al menos, con la estructura de un espacio vectorial topológico.
Los espacios secuenciales más importantes en el análisis son los espacios ℓp, que consisten en sucesiones sumables de potencias p, con la norma p, casos especiales de espacios Lp de medida numerable en el conjunto de los números naturales. Otras clases importantes de sucesiones como las sucesiones convergentes o las sucesiones nulas forman espacios secuenciales, denominados respectivamente c y c0 con la norma del supremo. Cualquier espacio secuencial también puede equiparse con una topología de convergencia puntual, bajo la que se convierte en un tipo especial de espacio de Fréchet, llamado espacio FK.

## Definición
Una sucesión {\displaystyle x_{\bullet }=\left(x_{n}\right)_{n\in \mathbb {N} }} en un conjunto {\displaystyle X} es simplemente una aplicación {\displaystyle X} valorada en {\displaystyle x_{\bullet }:\mathbb {N} \to X}, cuyo valor en {\displaystyle n\in \mathbb {N} } se denota por {\displaystyle x_{n}} en lugar de la notación habitual entre paréntesis {\displaystyle x(n).}

### Espacio de todas las secuencias
Sea {\displaystyle \mathbb {K} } el campo de los números reales o complejos. El conjunto {\displaystyle \mathbb {K} ^{\mathbb {N} }} de todas las sucesiones de elementos de {\displaystyle \mathbb {K} } es un espacio vectorial para la suma por componentes de
{\displaystyle \left(x_{n}\right)_{n\in \mathbb {N} }+\left(y_{n}\right)_{n\in \mathbb {N} }=\left(x_{n}+y_{n}\right)_{n\in \mathbb {N} },}
y la multiplicación escalar por componentes
{\displaystyle \alpha \left(x_{n}\right)_{n\in \mathbb {N} }=\left(\alpha x_{n}\right)_{n\in \mathbb {N} }.}
Un espacio secuencial es cualquier subespacio vectorial de {\displaystyle \mathbb {K} ^{\mathbb {N} }.}
Como espacio topológico, {\displaystyle \mathbb {K} ^{\mathbb {N} }} está naturalmente dotado de una topología producto. Bajo esta topología, {\displaystyle \mathbb {K} ^{\mathbb {N} }} es un espacio de Fréchet, lo que significa que es un espacio vectorial topológico (EVT) localmente convexo, metrizable y completo. Sin embargo, esta topología es bastante patológica: no hay normas continuas en {\displaystyle \mathbb {K} ^{\mathbb {N} }} (y por lo tanto, la topología del producto no puede ser definida por ninguna norma). Entre los espacios de Fréchet, {\displaystyle \mathbb {K} ^{\mathbb {N} }} es mínimo al no tener normas continuas:
| Teorema Sea {\displaystyle X} un espacio de Fréchet sobre {\displaystyle \mathbb {K} .} Entonces, las siguientes expresiones son equivalentes: 1. {\displaystyle X} no admite norma continua (es decir, cualquier seminorma continua en {\displaystyle X} tiene un espacio nulo no trivial). 2. {\displaystyle X} contiene un subespacio vectorial EVT-isomorfo a {\displaystyle \mathbb {K} ^{\mathbb {N} }}. 3. {\displaystyle X} contiene un subespacio vectorial complementado EVT-isomorfo a {\displaystyle \mathbb {K} ^{\mathbb {N} }}. |

Pero la topología del producto también es inevitable: {\displaystyle \mathbb {K} ^{\mathbb {N} }} no admite una topología localmente convexa de Hausdorff estrictamente más gruesa. Por esa razón, el estudio de sucesiones comienza encontrando un subespacio vectorial estricto de interés, y dotándolo de una topología diferente a la topología del subespacio.

### Espaciosℓp
Para {\displaystyle 0<p<\infty ,} {\displaystyle \ell ^{p}} es el subespacio de {\displaystyle \mathbb {K} ^{\mathbb {N} }} que consta de todas las sucesiones {\displaystyle x_{\bullet }=\left(x_{n}\right)_{n\in \mathbb {N} }} que satisfacen
{\displaystyle \sum _{n}|x_{n}|^{p}<\infty .}
Si {\displaystyle p\geq 1,} entonces la función de valor real {\displaystyle \|\cdot \|_{p}} en {\displaystyle \ell ^{p}} definida por
{\displaystyle \|x\|_{p}~=~\left(\sum _{n}|x_{n}|^{p}\right)^{1/p}\qquad {\text{for all }}x\in \ell ^{p}}
define una norma sobre {\displaystyle \ell ^{p}.} De hecho, {\displaystyle \ell ^{p}} es un espacio métrico completo con respecto a esta norma, y por tanto es un espacio de Banach.
Si {\displaystyle p=2}, entonces {\displaystyle \ell ^{2}} también es un espacio de Hilbert cuando está dotado de su espacio prehilbertiano canónico, llamado producto interno euclídeo,
 definido para todos los {\displaystyle x_{\bullet },y_{\bullet }\in \ell ^{p}} por
{\displaystyle \langle x_{\bullet },y_{\bullet }\rangle ~=~\sum _{n}{\overline {x_{n}}}y_{n}.}
La norma canónica inducida por este producto interno es la norma {\displaystyle \ell ^{2}} habitual, lo que significa que {\displaystyle \|\mathbf {x} \|_{2}={\sqrt {\langle \mathbf {x} ,\mathbf {x} \rangle }}} para todo {\displaystyle \mathbf {x} \in \ell ^{p}.}
Si {\displaystyle p=\infty ,} entonces {\displaystyle \ell ^{\infty }} se define como el espacio de todos los  bounded sequence dotados de la norma
{\displaystyle \|x\|_{\infty }~=~\sup _{n}|x_{n}|,}
{\displaystyle \ell ^{\infty }} también es un espacio de Banach.
Si {\displaystyle 0<p<1,} entonces {\displaystyle \ell ^{p}} no conlleva una norma, sino más bien un metric definido por
{\displaystyle d(x,y)~=~\sum _{n}\left|x_{n}-y_{n}\right|^{p}.\,}

### c,c0yc00
Una sucesión convergente es una secuencia {\displaystyle x_{\bullet }\in \mathbb {K} ^{\mathbb {N} }} tal que exista {\displaystyle \lim _{n\to \infty }x_{n}}.
El conjunto {\displaystyle c}
de todas las secuencias convergentes es un subespacio vectorial de {\displaystyle \mathbb {K} ^{\mathbb {N} }} llamado 
Dado que toda secuencia convergente está acotada, {\displaystyle c} es un subespacio lineal de {\displaystyle \ell ^{\infty }.}. Además, este espacio de secuencia es un subespacio cerrado de {\displaystyle \ell ^{\infty }} con respecto a norma del supremo, por lo que es un espacio de Banach con respecto a esta norma.
Una secuencia que converge a {\displaystyle 0} se llama límite de una sucesión  y se denomina evanescente.
 El conjunto de todas las sucesiones que convergen a {\displaystyle 0} es un subespacio vectorial cerrado de {\displaystyle c} que, cuando está dotado de la norma del supremo, se convierte en un espacio de Banach que se denota por {\displaystyle c_{0}}
y se llama espacio de sucesiones nulas
o espacio de sucesiones evanescentes.
.
El espacio de sucesiones finalmente cero,
 {\displaystyle c_{00},}
es el subespacio de {\displaystyle c_{0}} que consta de todas las secuencias que tienen solo un número finito de elementos distintos de cero. Este no es un subespacio cerrado, y por lo tanto, no es un espacio de Banach con respecto a la norma del infinito. Por ejemplo, la secuencia {\displaystyle \left(x_{nk}\right)_{k\in \mathbb {N} }} donde {\displaystyle x_{nk}=1/k} para las primeras entradas de {\displaystyle n} (para {\displaystyle k=1,\ldots ,n}) y es cero en el resto (es decir, {\displaystyle \left(x_{nk}\right)_{k\in \mathbb {N} }=\left(1,1/2,\ldots ,1/(n-1),1/n,0,0,\ldots \right)}) es una sucesión de Cauchy, pero no converge a una sucesión en {\displaystyle c_{00}.}

### Espacio de todas las secuencias finitas
Sea:
{\displaystyle \mathbb {K} ^{\infty }=\left\{\left(x_{1},x_{2},\ldots \right)\in \mathbb {K} ^{\mathbb {N} }:{\text{all but finitely many }}x_{i}{\text{equal }}0\right\}}
que denota el espacio de sucesiones finitas sobre {\displaystyle \mathbb {K} }. Como espacio vectorial, {\displaystyle \mathbb {K} ^{\infty }} es igual a {\displaystyle c_{00}}, pero {\displaystyle \mathbb {K} ^{\infty }} tiene una topología diferente.
Para cada número natural {\displaystyle n\in \mathbb {N} }, {\displaystyle \mathbb {K} ^{n}} denota el espacio euclídeo habitual dotado con la topología euclídea, y sea {\displaystyle \operatorname {In} _{\mathbb {K} ^{n}}:\mathbb {K} ^{n}\to \mathbb {K} ^{\infty }} denote la inclusión canónica.
{\displaystyle \operatorname {In} _{\mathbb {K} ^{n}}\left(x_{1},\ldots ,x_{n}\right)=\left(x_{1},\ldots ,x_{n},0,0,\ldots \right)}.
La imagen de cada inclusión es
{\displaystyle \operatorname {Im} \left(\operatorname {In} _{\mathbb {K} ^{n}}\right)=\left\{\left(x_{1},\ldots ,x_{n},0,0,\ldots \right):x_{1},\ldots ,x_{n}\in \mathbb {K} \right\}=\mathbb {K} ^{n}\times \left\{(0,0,\ldots )\right\}}
y consecuentemente,
{\displaystyle \mathbb {K} ^{\infty }=\bigcup _{n\in \mathbb {N} }\operatorname {Im} \left(\operatorname {In} _{\mathbb {K} ^{n}}\right).}
Esta familia de inclusiones le da a {\displaystyle \mathbb {K} ^{\infty }} una topología final {\displaystyle \tau ^{\infty }}, definida como la topología más fina en {\displaystyle \mathbb {K} ^{\infty }}, de modo que todas las inclusiones sean continuas (un ejemplo de topología coherente). Con esta topología, {\displaystyle \mathbb {K} ^{\infty }} se convierte en un espacio vectorial topológico, secuencial, localmente convexo, de Hausdorff y completo, es decir, no es un espacio de Fréchet-Urysohn. La topología {\displaystyle \tau ^{\infty }} también es estrictamente más fina que la topología del subespacio inducida en {\displaystyle \mathbb {K} ^{\infty }} por {\displaystyle \mathbb {K} ^{\mathbb {N} }}.
La convergencia en {\displaystyle \tau ^{\infty }} tiene una descripción natural: si {\displaystyle v\in \mathbb {K} ^{\infty }} y {\displaystyle v_{\bullet }} es una sucesión en {\displaystyle \mathbb {K} ^{\infty }}, entonces {\displaystyle v_{\bullet }\to v} en {\displaystyle \tau ^{\infty }} si y solo si {\displaystyle v_{\bullet }} finalmente está contenida en una imagen única {\displaystyle \operatorname {Im} \left(\operatorname {In} _{\mathbb {K} ^{n}}\right)} y {\displaystyle v_{\bullet }\to v} bajo la topología natural de esa imagen.
A menudo, cada imagen {\displaystyle \operatorname {Im} \left(\operatorname {In} _{\mathbb {K} ^{n}}\right)} se identifica con el {\displaystyle \mathbb {K} ^{n}} correspondiente; explícitamente, se identifican los elementos {\displaystyle \left(x_{1},\ldots ,x_{n}\right)\in \mathbb {K} ^{n}} y {\displaystyle \left(x_{1},\ldots ,x_{n},0,0,0,\ldots \right)}. Esto se ve facilitado por el hecho de que la topología subespacial en {\displaystyle \operatorname {Im} \left(\operatorname {In} _{\mathbb {K} ^{n}}\right)}, el espacio cociente de la aplicación {\displaystyle \operatorname {In} _{\mathbb {K} ^{n}}} y la topología euclídea en {\displaystyle \mathbb {K} ^{n}} coinciden. Con esta identificación, {\displaystyle \left(\left(\mathbb {K} ^{\infty },\tau ^{\infty }\right),\left(\operatorname {In} _{\mathbb {K} ^{n}}\right)_{n\in \mathbb {N} }\right)} es el límite directo del sistema dirigido {\displaystyle \left(\left(\mathbb {K} ^{n}\right)_{n\in \mathbb {N} },\left(\operatorname {In} _{\mathbb {K} ^{m}\to \mathbb {K} ^{n}}\right)_{m\leq n\in \mathbb {N} },\mathbb {N} \right),} donde cada inclusión agrega ceros a la derecha:
{\displaystyle \operatorname {In} _{\mathbb {K} ^{m}\to \mathbb {K} ^{n}}\left(x_{1},\ldots ,x_{m}\right)=\left(x_{1},\ldots ,x_{m},0,\ldots ,0\right)}.
Esto muestra que {\displaystyle \left(\mathbb {K} ^{\infty },\tau ^{\infty }\right)} es un espacio LB.

### Otros espacios de sucesiones
El espacio de series acotado, denotado por bs, es el espacio de sucesiones {\displaystyle x} para las que
{\displaystyle \sup _{n}\left\vert \sum _{i=0}^{n}x_{i}\right\vert <\infty .}
Este espacio, cuando está equipado con la norma
{\displaystyle \|x\|_{bs}=\sup _{n}\left\vert \sum _{i=0}^{n}x_{i}\right\vert ,}
es un espacio de Banach isométricamente isomorfo a {\displaystyle \ell ^{\infty },} a través de la aplicación lineal
{\displaystyle (x_{n})_{n\in \mathbb {N} }\mapsto \left(\sum _{i=0}^{n}x_{i}\right)_{n\in \mathbb {N} }.}
El subespacio cs que consta de todas las series convergentes es un subespacio que pasa al espacio c bajo este isomorfismo.
El espacio Φ o {\displaystyle c_{00}} se define como el espacio de todas las sucesiones infinitas con solo un número finito de términos distintos de cero (secuencias con soporte finito). Este conjunto es denso en muchos espacios de sucesiones.

## Propiedades de los espacios ℓpy del espacioc0
El espacio ℓ2 es el único espacio ℓp que es un de Hilbert, ya que cualquier norma inducida por un espacio prehilbertiano debe satisfacer la regla del paralelogramo.
{\displaystyle \|x+y\|_{p}^{2}+\|x-y\|_{p}^{2}=2\|x\|_{p}^{2}+2\|y\|_{p}^{2}.}
Sustituir dos vectores unitarios distintos por x e y muestra directamente que la identidad no es verdadera a menos que p = 2.
Cada ℓp es distinto, en el sentido de que ℓp es un subconjunto estricto de ℓs siempre que p < s; además, ℓp no es linealmente de isomorfo a ℓs cuando p ≠ s. De hecho, según el teorema de Pitt (Pitt, 1936), todo operador lineal acotado de ℓs a ℓp es compacto cuando p < s. Ningún operador de este tipo puede ser un isomorfismo; y además, no puede ser un isomorfismo en ningún subespacio de dimensión infinita de ℓs y, por lo tanto, se dice que es estrictamente singular.
Si 1 < p < ∞, entonces el espacio dual (continuo) de ℓp es isométricamente isomorfo a ℓq, donde q es el conjugado de Hölder de p: 1/p+ 1/q= 1. El isomorfismo específico asocia a un elemento x de ℓq el funcional
{\displaystyle L_{x}(y)=\sum _{n}x_{n}y_{n}}
para y en ℓp. La desigualdad de Hölder implica que Lx es un funcional lineal acotado en ℓp y, de hecho,
{\displaystyle |L_{x}(y)|\leq \|x\|_{q}\,\|y\|_{p}}
para que la norma del operador satisfaga que
{\displaystyle \|L_{x}\|_{(\ell ^{p})^{*}}{\stackrel {\rm {def}}{=}}\sup _{y\in \ell ^{p},y\not =0}{\frac {|L_{x}(y)|}{\|y\|_{p}}}\leq \|x\|_{q}.}
De hecho, tomando y como el elemento de ℓp con
{\displaystyle y_{n}={\begin{cases}0&{\text{if}}\ x_{n}=0\\x_{n}^{-1}|x_{n}|^{q}&{\text{if}}~x_{n}\neq 0\end{cases}}}
resulta en que Lx(y) = ||x||q, de modo que de hecho
{\displaystyle \|L_{x}\|_{(\ell ^{p})^{*}}=\|x\|_{q}.}
Por el contrario, dada una L funcional lineal acotada en ℓp, la secuencia definida por xn= L(en) se encuentra en ℓq. Por lo tanto, la aplicación {\displaystyle x\mapsto L_{x}} da una isometría
{\displaystyle \kappa _{q}:\ell ^{q}\to (\ell ^{p})^{*}.}
La aplicación
{\displaystyle \ell ^{q}{\xrightarrow {\kappa _{q}}}(\ell ^{p})^{*}{\xrightarrow {(\kappa _{q}^{*})^{-1}}}}
obtenida componiendo κp con el inverso de su traspuesto coincide con la inyección canónica de ℓq en su espacio dual. Como consecuencia, ℓq es un espacio reflexivo. Por un mal uso de la notación, es habitual identificar ℓq con el dual de ℓp: (ℓp)* = ℓq. Entonces, se entiende por reflexividad la sucesión de identidades (ℓp)** = (ℓq)* = ℓp.
El espacio c0 se define como el espacio de todas las secuencias que convergen a cero, con norma idéntica a ||x||∞. Es un subespacio cerrado de ℓ∞, y por lo tanto, un espacio de Banach. El dual de c0 es ℓ1; el dual de ℓ1 es ℓ∞. Para el caso del conjunto de índices de números naturales, ℓp y c0 son separables, con la única excepción de ℓ∞. El dual de ℓ∞ es el espacio ba.
Los espacios c0 y ℓp (para 1 ≤ p < ∞) tienen una base de Schauder canónica incondicional {ei | i = 1, 2,...}, donde ei es la secuencia que es cero excepto por un 1 en la entrada i th.
El espacio ℓ1 cumple la propiedad de Schur: en ℓ1, cualquier sucesión que sea débilmente convergente también es fuertemente convergente (Schur, 1921). Sin embargo, dado que la topología débil en espacios de dimensión infinita es estrictamente más débil que la topología fuerte, hay redes en ℓ1 que son convergentes débiles pero no convergentes fuertes.
Los espacios ℓp pueden ser embebidos en numerosos espacios de Banach. La pregunta de si todo espacio de Banach de dimensión infinita contiene un isomorfismo de algún ℓp o de c0, fue respondida negativamente por la construcción del espacio de Tsirelson por B. S. Tsirelson en 1974. La afirmación recíproca de que todo espacio de Banach separable es linealmente isométrico a un espacio cociente de ℓ1, fue respondida afirmativamente por Banach y Mazur (1933). Es decir, para cada espacio de Banach separable X, existe una función cociente {\displaystyle Q:\ell ^{1}\to X}, de modo que X es isomorfo a {\displaystyle \ell ^{1}/\ker Q}. En general, el núcleo Q no está complementado en ℓ1, es decir, no existe un subespacio Y de ℓ1 tal que {\displaystyle \ell ^{1}=Y\oplus \ker Q}. De hecho, ℓ1 tiene incontables subespacios no complementados que no son isomorfos entre sí (por ejemplo, considérese {\displaystyle X=\ell ^{p}}; dado que hay muchos no numerables de estos X', y dado que ningún ℓp es isomorfo a ningún otro, hay, por lo tanto, incontablemente muchos núcleos Q's).
Excepto en el caso trivial de dimensión finita, una característica inusual de ℓp es que no es polinómicamente reflexivo.

### Incremento de los espacios ℓpenp
Para {\displaystyle p\in [1,\infty ]}, los espacios {\displaystyle \ell ^{p}} son crecientes en {\displaystyle p}, siendo el operador de inclusión continuo: para {\displaystyle 1\leq p<q\leq \infty }, se tiene que {\displaystyle \|x\|_{q}\leq \|x\|_{p}}. De hecho, la desigualdad es homogénea en {\displaystyle x_{i}}, por lo que es suficiente probarlo bajo el supuesto de que {\displaystyle \|x\|_{p}=1}. En este caso, solo se necesita mostrar que {\displaystyle \textstyle \sum |x_{i}|^{q}\leq 1} para {\displaystyle q>p}. Pero si {\displaystyle \|x\|_{p}=1}, entonces {\displaystyle |x_{i}|\leq 1} para todos los {\displaystyle i} y luego {\displaystyle \textstyle \sum |x_{i}|^{q}\leq \textstyle \sum |x_{i}|^{p}=1}.

### ℓ2es isomorfo a todos los espacios de Hilbert separables y de dimensión infinita
Sea H un espacio de Hilbert separable. Todo conjunto ortogonal en H es, como máximo, numerable (es decir, tiene dimensión o {\displaystyle \,\aleph _{0}\,} finito). Las dos sentencias siguientes están relacionadas:
- Si H es de dimensión infinita, entonces es isomorfo a ℓ2
- Si dim(H)= N, entonces H es isomorfo a {\displaystyle \mathbb {C} ^{N}}

## Propiedades de los espaciosℓ1
Una sucesión de elementos en ℓ1 converge en el espacio de sucesiones complejas ℓ1 si y solo si converge débilmente en este espacio.
Si K es un subconjunto de este espacio, entonces las siguientes expresiones son equivalentes:
1. K es compacto;
2. K es débilmente compacto;
3. K es acotado, cerrado y equipequeño en el infinito.

Aquí, K es equipequeño en el infinito significa que para cada {\displaystyle \varepsilon >0}, existe un número natural {\displaystyle n_{\varepsilon }\geq 0} tal que {\textstyle \sum _{n=n_{\epsilon }}^{\infty }|s_{n}|<\varepsilon } para todo {\displaystyle s=\left(s_{n}\right)_{n=1}^{\infty }\in K}.